# Franz Josef Marmon
Franz Josef Marmon (* 1724 in Haigerloch; † nach 1776) war ein deutscher Maler.
Er war langjähriger Gehilfe des Malers Andreas Meinrad von Ow. 1760 bis 1762 malte er in der Dominikanerkirche in Rottweil. 1773 erhielt er mit Franz Kupfer den Auftrag der Stadt Haigerloch, das Rathaus auszumalen.